# River Plate Fresh Meat Company

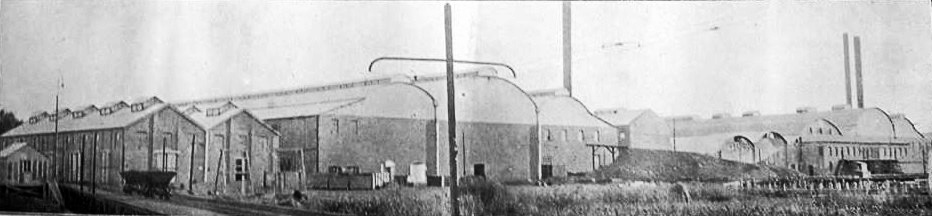
The River Plate Fresh Meat Co. Ltd: Blick auf die Fabrik und das Kühlhaus am Hafen von Campana in der Provinz Buenos Aires

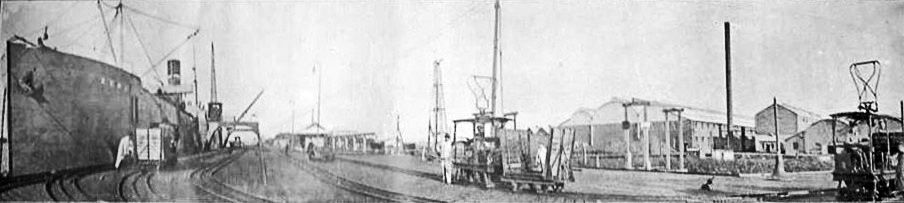
Blick auf die Fleischverladestation mit der elektrischen Feldbahn, die das Fleisch vom Kühlhaus zu den Kühlräumen der Transatlantikschiffe transportierte

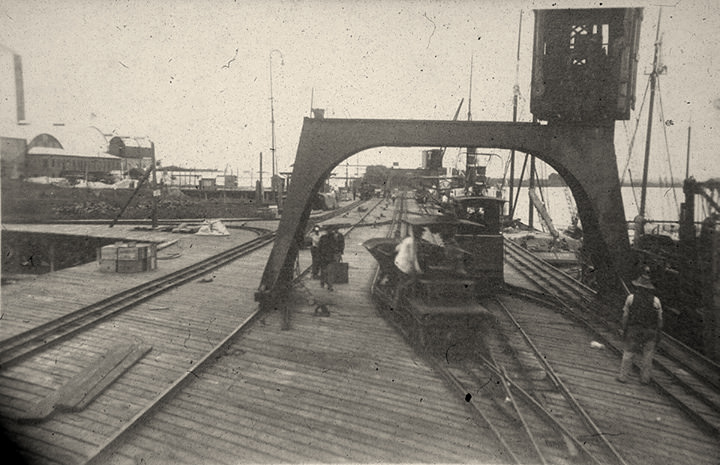
Im Bereich der Kräne erfolgte die Stromversorgung der neun O & K Elektroloks über einen Mittelleiter wie bei der
ersten elektrischen Siemens-Lok von 1879.

Die River Plate Fresh Meat Company wurde  durch den Engländer George Wilkinson Drabble († 2. Oktober 1899 in Sandown) 1882 mit einem Kapital von 450.000 £ in London gegründet. Auf ihre Geschäftspraktiken gehen die weltweit erfolgreiche Kühlfleischindustrie und der argentinische Querrippenbraten (Asado de Tira) zurück.

## Geschichte
Die Brüder George und James Drabble erwarben 1877 zwei Kältemaschinen nach dem System De La Vergne, die bis zu 5000 kg Eis pro Tag produzierten und die Temperatur in den Kühlkammern auf −10 °C senkten. Auf diese Weise konnte das Fleisch konserviert werden, ohne es wie bisher vor dem Export zu trocknen oder  mit Salz zu pökeln.
Ihre nach dem britisch-englischen Namen des Río de la Plata benannte River Plate Fresh Meat Company lieferte 1883 zum ersten Mal gefrorenes Fleisch, 7500 gefrorene Schafe, von ihrer Fabrik in Campana aus nach London. Die Hauptabnehmer des argentinischen Exportfleisches waren die Engländer, die Stücke mit mehr Fleisch und weniger Fett und Knochen bevorzugten.
Nach schnellem Wachstum schloss sich die River Plate Fresh Meat Company 1897 mit anderen Unternehmen zur Cold Storage Company mit einem Kapital von 12.758.217 £ zusammen und führte die Geschäfte von der British and Argentine Meat Co. (einschließlich James Nelson & Sons und The River Plate Fresh Meat Co.), Eastmans Ltd., Proprietors of Fletchers Ltd im Besitz von W. und R. Fletcher, Argenta Meat Co., British Beef Co., North Australian Meat Co., Lonsdale and Thompson & Co., John Layton & Co., Donald Cook & Son, Blackfriars and Carterage Co. und Pure Ice Co. Ltd und hielt außerdem einen Anteil an der Blue Star Line of Meat Transports, die ein Kapital von 3.250.000 £ hatte.
Das Exportaufkommen der River Plate Fresh Meat Company war wie folgt:
| Produkt                     | 1901   | 1904    | 1905    | 1906    | 1907    | 1908    | 1909    | 1912    | 1913    |
| --------------------------- | ------ | ------- | ------- | ------- | ------- | ------- | ------- | ------- | ------- |
| Gefrorene Schafe und Lämmer |        | 865.000 | 692.000 | 554.000 | 424.000 | 485.000 | 408.666 | 261.166 | 234.322 |
| Gefrorene Rinderviertel     | 29.919 | 349.000 | 383.000 | 409.000 | 349.000 | 456.000 | 238.815 | 371.339 | 267.491 |
| Gekühlte Rinderviertel      | 29.919 | 349.000 | 383.000 | 409.000 | 349.000 | 456.000 | 184.903 | 237.338 | 263.742 |

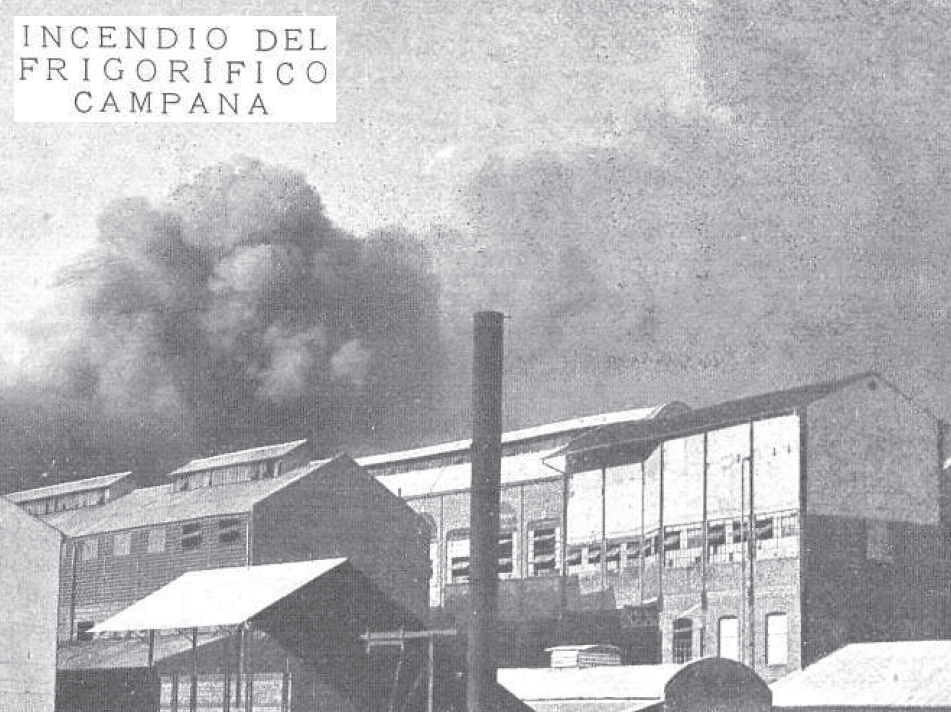
Großbrand am 30. Juli 1924

Die Fleischfabrik in Campana wurde später in Anglo Sud-Americano umbenannt. Am 30. Juli 1924 brach zwischen 8.30 und 9 Uhr an verschiedenen Stellen in der Kühlabteilung, die aus mehreren jeweils 120 × 30 m großen Schuppen bestand, ein Großbrand aus, dessen Ursache nicht ermittelt werden konnte. Auch deswegen wurde die Fabrik 1926 endgültig stillgelegt.

## Vermarktung in Großbritannien
Um 1900 hatte die River Plate Meat Company bereits 100 Vertriebsfilialen in Großbritannien, die durch eine einheitliche Beschilderung auf sich aufmerksam machten. Die Londoner Büros des Unternehmens befanden sich in Cecil House, Holborn Viaduct. Das Unternehmen erzielte 1901 hohe Handelsgewinne von 67.822 £, die sich 1902 auf 272.475 £ steigerten, und zahlte in diesen beiden Jahren eine Dividende von 10 % sowie einen Bonus von 2 bzw. 4 Schilling pro Aktie. Danach nahmen die argentinischen Einfuhren nach Großbritannien weiter zu und führten auf dem Londoner Fleischmarkt zu einer Konkurrenzsituation mit dem Beef Trust der Vereinigten Staaten und den australischen und neuseeländischen Fleischexporteuren. Argentinisches Fleisch wurde in London zu einem erheblich niedrigeren Preis als das Fleisch aus den Vereinigten Staaten angeboten und konkurrierte dadurch sehr erfolgreich. Vor dem Ersten Weltkrieg hatte das Unternehmen bereits 440 Metzgereien, bevor es sich 1914 mit James Nelson Ltd. zur British & Argentine Meat Co. zusammenschloss.

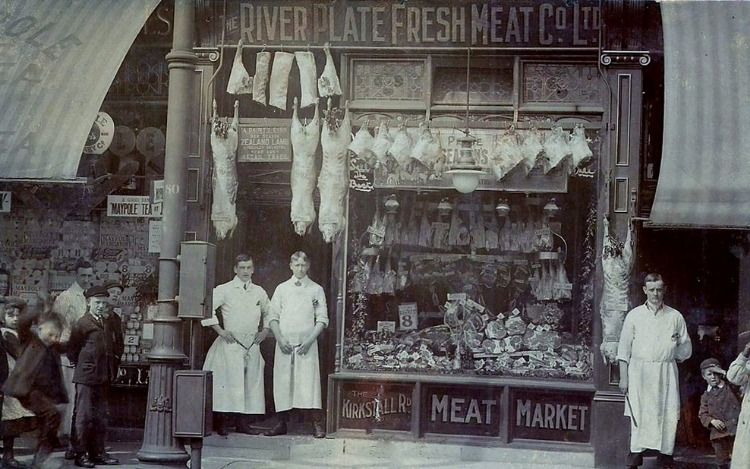
The Kirkstall Rd Meat Market of The River Plate Fresh Meat Co. Ltd, Leeds
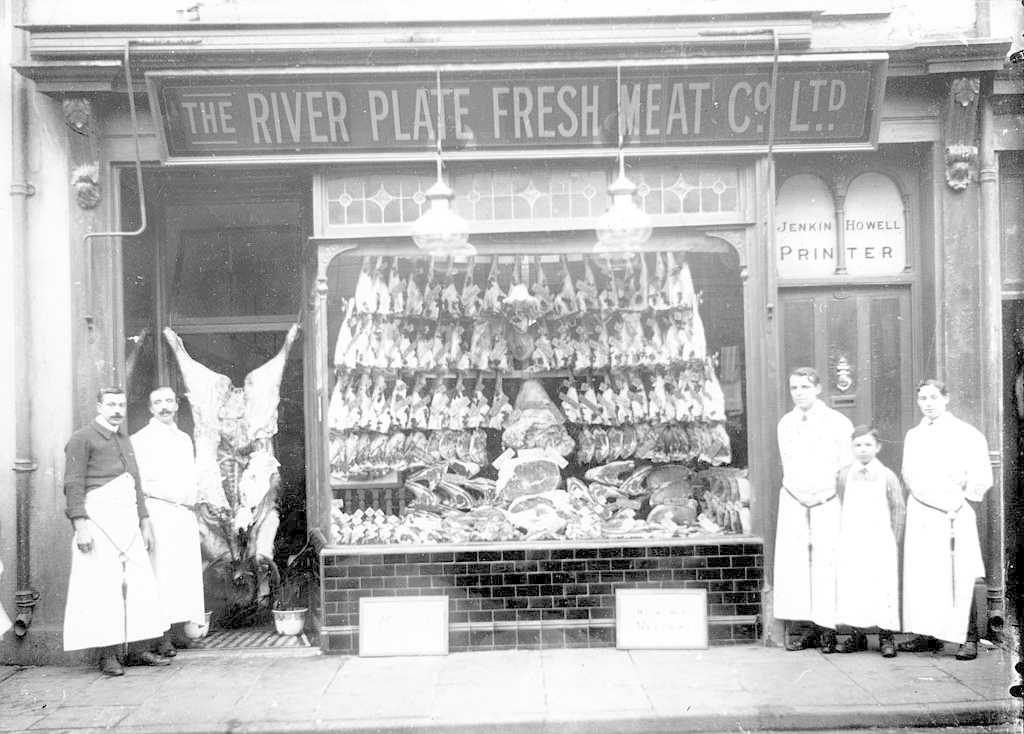
The River Plate Fresh Meat Co., 16 Victoria Square, Aberdare
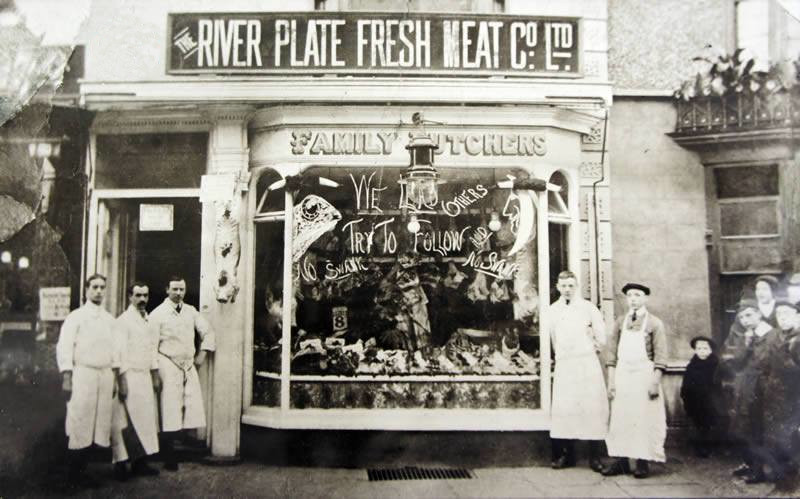
The River Plate Fresh Meat Co Ltd Family Butchers, High Street, Stourbridge, 1910
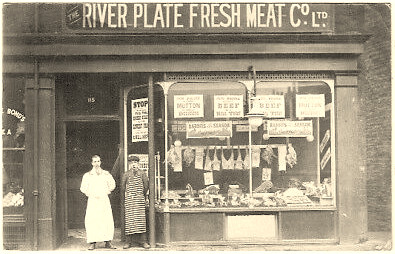
The River Plate Fresh Meat Co Ltd, Bradford, 1913
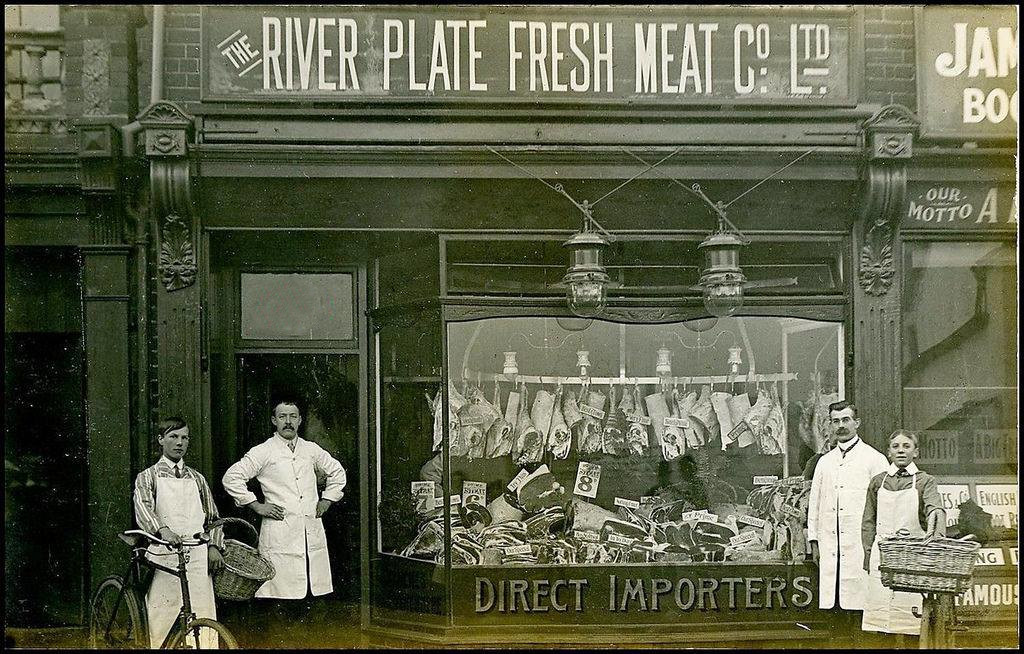
The River Plate Fresh Meat Co Ltd Direct Importers
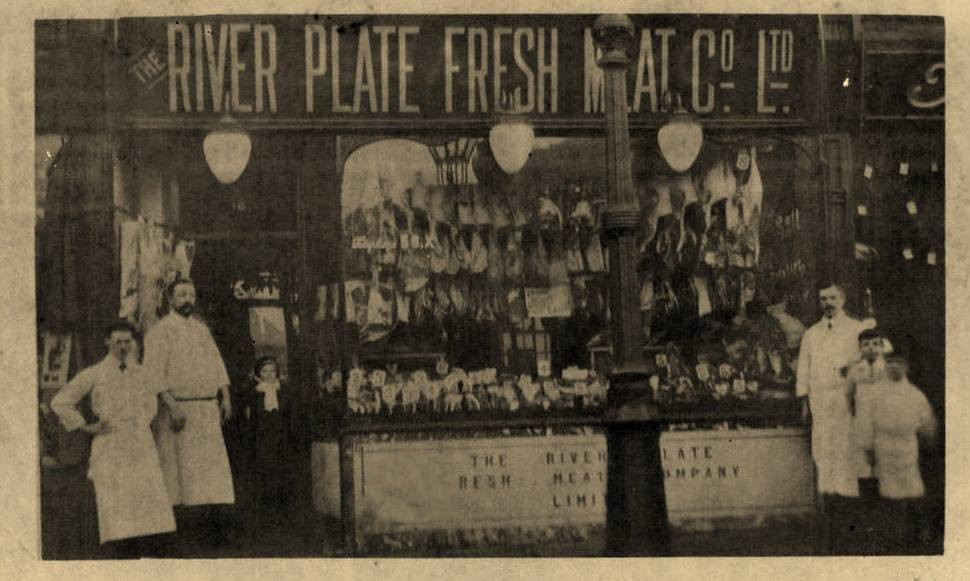
The River Plate Fresh Meat Co Ltd

## Management

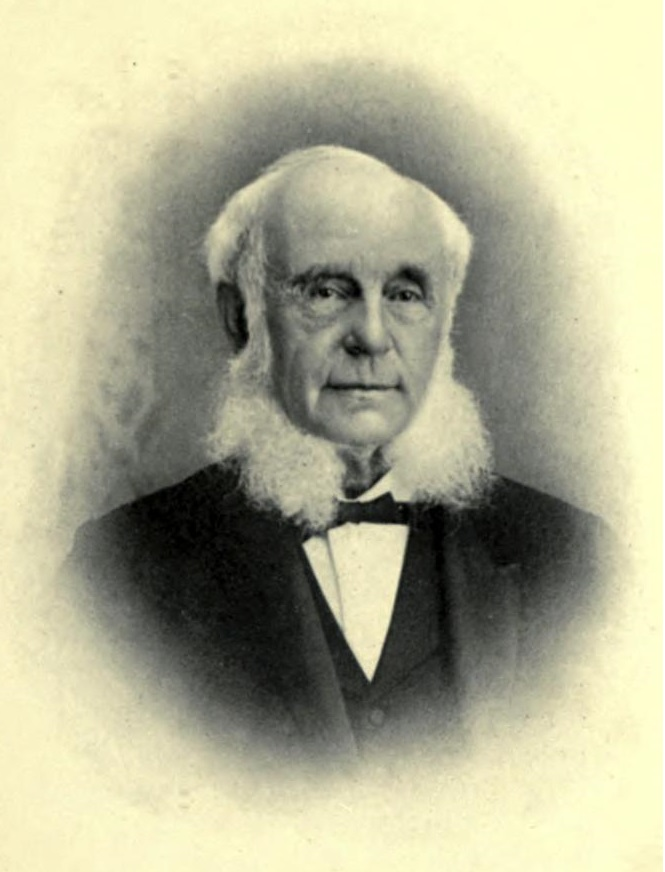
George W. Drabble

Der erste Ingenieur und Manager des Unternehmens in Argentinien war John Angus, unter dessen Leitung ein großer Teil der Anlagen in Campana entstand. Im Jahr 1893 ging er nach Buenos Aires, um als Manager des Unternehmens zu fungieren, und behielt diese Position bis 1905, als er in den Ruhestand ging. 1899 starb George W. Drabble, und Henry Bell übernahm für drei Jahre das Amt des Vorsitzenden. Sein Nachfolger wurde Charles Drabble, dem wiederum John A. Wood als Vorsitzender folgte, wobei Drabble weiterhin als Direktor tätig war. John Wood war seit der Gründung des Unternehmens Manager und Sekretär in London, und Sidney Young, der seit 1884 für das Unternehmen tätig war, wurde in dieser Funktion sein Nachfolger.

## Club Atlético River Plate
Der Name des Fußballvereins Club Atlético River Plate geht auf eine unentschieden verlaufene Abstimmung des Vorstands im Jahr 1901 zurück, bei der der Name auf den aus England an das Unternehmen gelieferten Transportkisten vorgeschlagen wurde. Aufgrund von Stimmengleichheit bei dieser Abstimmung wurde der Name schließlich im Rahmen eines Fußballspiels zwischen den Gründungsmitgliedern entschieden.

## Asado de Tira

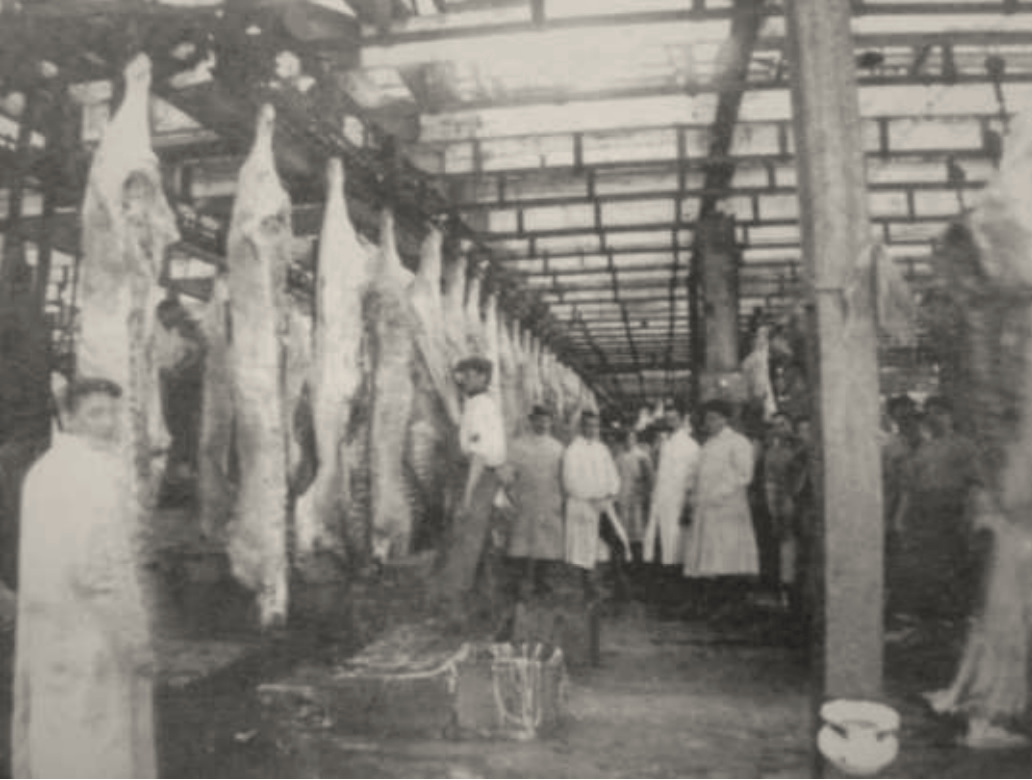
Innenaufnahme der River Plate Fresh Meat Company um 1895

Der Querrippenbraten (Asado de Tira) wurde von den Arbeitern der River Plate Fresh Meat Company erfunden. Nachdem in deren Schlachthof eine aus Europa importierte Dampfsäge installiert worden war, wurde das Rindfleisch vor dem Export entbeint. Die Rippen wurden im Ganzen weggeworfen, da sie als von geringer Qualität und geringem Wert angesehen wurden. Die zumeist auf dem Lande aufgewachsenen Fabrikarbeiter begannen, die abgetrennten Rippen in kleine Leiterstücke zu schneiden. Sie brachten sie nach der Arbeit mit nach Hause, um sie dort zu grillen. Zuvor war der Rippenbraten im Ganzen am Spieß gebraten worden, ohne die Rippen abzuschneiden.